# Eugen Langen
Carl Eugen Langen (Colônia, 9 de outubro de 1833 – Elsdorf, 2 de outubro de 1895) foi um empresário, engenheiro e inventor alemão, envolvido no desenvolvimento do motor a gasolina e da ferrovia suspensa de Wuppertal. Em 1857, ele trabalhou na fábrica de açúcar de seu pai, JJ Langen & Söhne, e após extenso treinamento técnico no Instituto Politécnico de Karlsruhe, patenteou um método para produzir cubos de açúcar. Ele vendeu esse método em 1872 para Sir Henry Tate da Inglaterra, fundador da Tate Gallery em Londres.

## Otto e Langen
Em 1864, Langen conheceu Nicolaus August Otto, que estava trabalhando para melhorar o motor a gás inventado pelo belga Etienne Lenoir. Langen com formação técnica reconheceu o potencial de desenvolvimento de Otto e, um mês após a reunião, fundou a primeira fábrica de motores do mundo, Na Otto & Cie. Na Exposição Mundial de Paris de 1867, seu motor aprimorado recebeu o Grande Prêmio.

## Deutz
Após a falência desta primeira fábrica, Langen fundou uma nova empresa para a construção de motores a gás, a Gasmotoren-Fabrik Deutz, que mais tarde se tornou o grupo Kloeckner-Humboldt-Deutz (KHD). Esta se tornou o atual Deutz AG. Langen, ele inventou e aplicou novos métodos de produção na fábrica KHD.

## Equipamento ferroviário
Na área de equipamentos de transporte ferroviário, Langen foi coproprietário e engenheiro da Cologne Waggonfabrik van der Zypen & Charlier. Ele iniciou o sistema ferroviário suspenso em Wuppertal em 1894.

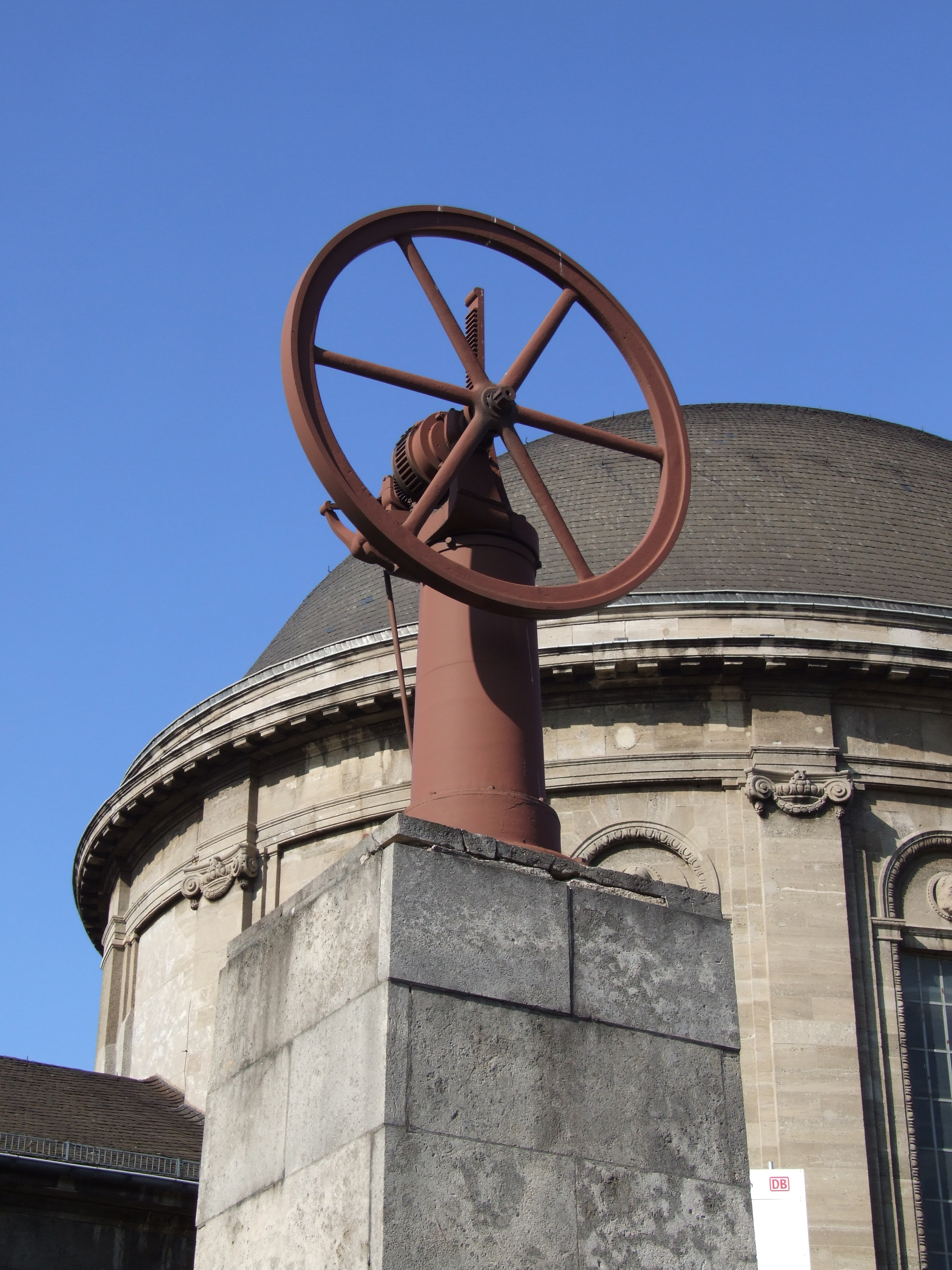
Denkmal vor dem Bahnhof Köln Messe/Deutz

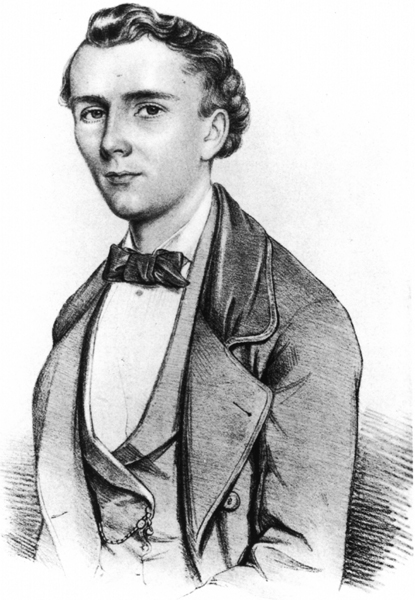
Eugen Langen na época de estudante

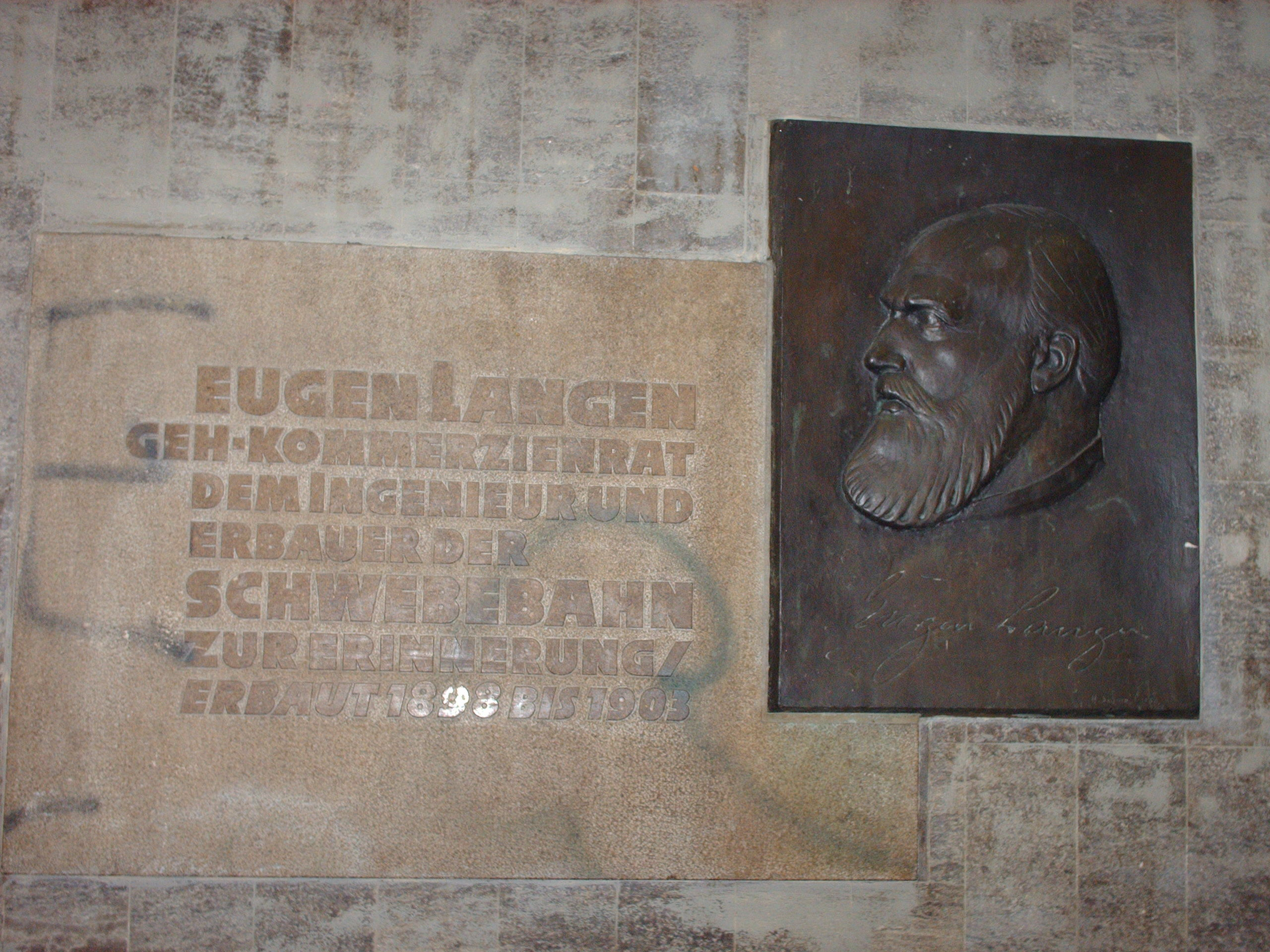
Gedenktafel in der Wuppertaler Schwebebahn

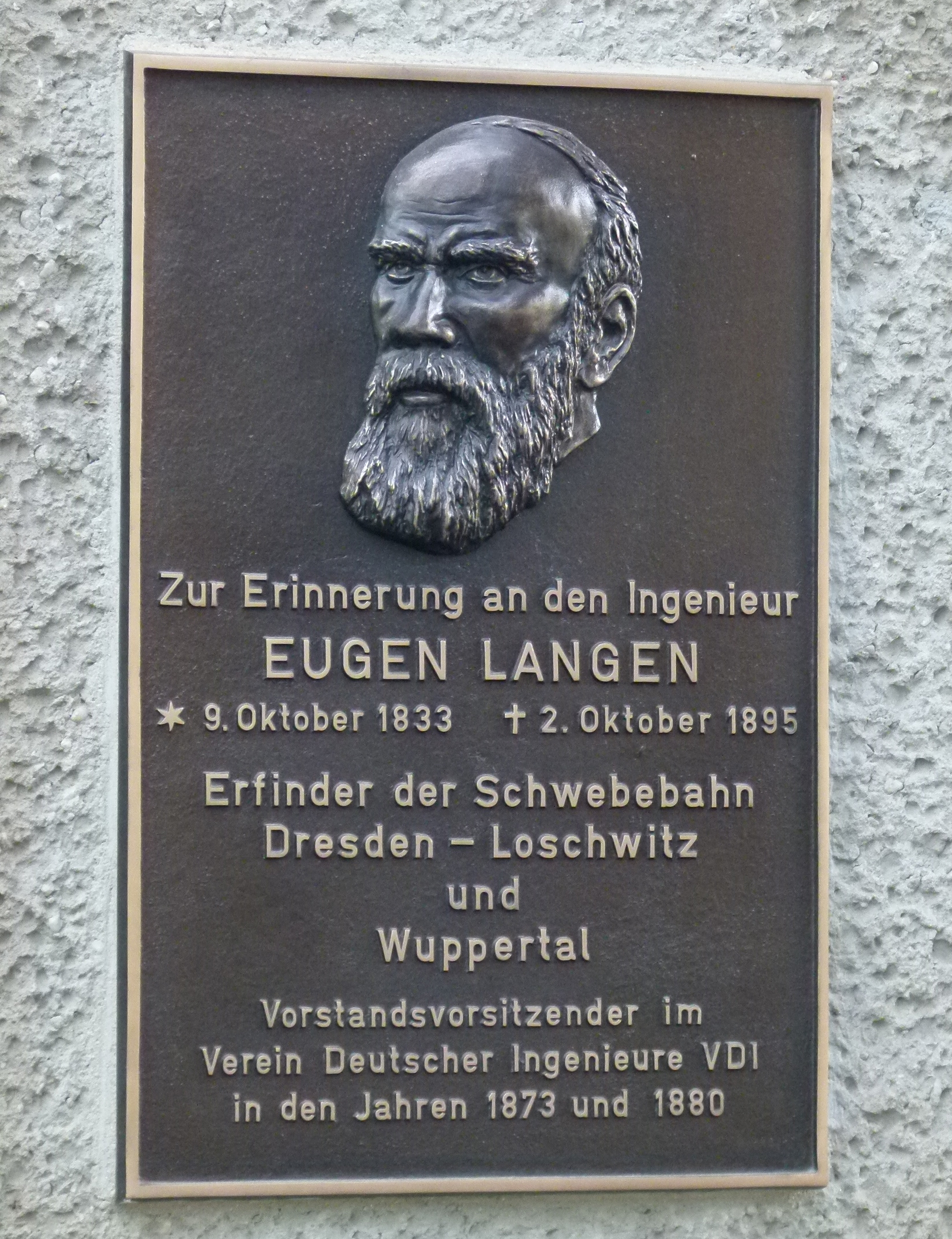
Gedenktafel in der Dresdner Schwebebahn